# Poppo van Andechs
Poppo van Andechs (overleden rond 1160) was van 1151 tot aan zijn dood graaf van Andechs. Hij behoorde tot het huis Andechs.

## Levensloop
Poppo was de oudste zoon van graaf Berthold II van Andechs en Sophia van Istrië, dochter van markgraaf Poppo II van Istrië. Na de dood van zijn vader in 1151, werd Poppo graaf van Andechs en erfde hij ook verschillende andere gebieden. Ook werd hij in 1131 graaf van Krain, in 1142 graaf van Plassenburg en in 1147 graaf in de Radenzgau en graaf van Giech.
Rond 1139 huwde hij met Kuniza van Giech, dochter van graaf Reginboto III van Giech. Het huwelijk werd in 1142 wegens bloedverwantschap echter ongeldig verklaard. Hij stierf zonder nakomelingen en werd als graaf van Andechs opgevolgd door zijn jongere broer Berthold III.